# Hada conifera
Hada conifera là một loài bướm đêm trong họ Noctuidae.